# Вардар (жіночий гандбольний клуб)
«Вардар» (мак. Вардар) — північномакедонський жіночий гандбольний клуб з міста Скоп'є, який виступає в чемпіонаті Північної Македонії і представляє Північну Македонію в Лізі чемпіонів ЄГФ і Регіональній гандбольній лізі. Заснований як і однойменний чоловічий, в 1961 році. Свою першу перемогу здобув в 1994 році, вигравши Кубок Республіки Македонії, проте до сезону 2012/13, поки не був розформований клуб «Кометал Гьорче Петров», «Вардар» не вигравав жоден трофей.
Президентом клубу є Гордана Начева. Велику спонсорську підтримку надає клубу його власник росіянин Сергій Самсоненко. Фіналісти та тричі володарі бронзових медалей Ліги Чемпіонів ЄГФ. Домашні матчі проводяться на арені Яне Санданського.

## Досягнення
- Чемпіони Республіки Македонії: 2012/13, 2013/14, 2014/15, 2015/16
- Переможці Кубка Республіки Македонії: 1994, 2014, 2015, 2016
- Фіналісти Ліги чемпіонів ЄГФ: 2016/17, 2017/18
- Переможці Регіональної гандбольної ліги: 2016/17
- Бронзові призери Кубка Бухареста: 2015
- Переможці Кубка Вардара: 2015